# 王老九
王老九（1894年—1969年），原名王建禄，男，陕西临潼人，中国农民诗人，中国文学艺术界联合会全国委员会委员。